# Розумний Петро Павлович
Розумний Петро Павлович (* 7 березня 1926, с. Чаплинка, Магдалинівський район (нині в складі Петриківського району), Катеринославська округа — † 20 березня 2013, м. Івано-Франківськ) – учитель, правозахисник, громадський діяч, член Української Гельсінкської групи з 1979 року . 

## Життєпис
Народився Петро Павлович Розумний 7 березня 1926 року в с. Чаплинка Магдалинівського району Дніпропетровської області. Того ж року його батьки переїхали на вільні землі Правобережжя, у с. Пшеничне Солонянського району.
Батько, Павло Петрович, селянин, був засуджений у 1932-му на 10 років каторги за «невиконання хлібопоставок». Загинув на будівництві каналу «Москва–Волга» в 1933. Сім΄я пережилажила Голодомор завдяки схованому зерну.

### Примусова робота в Німеччині (1942 -1945). Служба в Червоній Армії (1945 -1948)
У червні 1942 року 16-річний Петро був примусово вивезений на роботу в Німеччину. Працював на мідноливарному заводі в м. Айслебені, Саксонія. Звільнений американськими військами у квітні 1945 і відразу мобілізований у Радянську Армію. Служив у Польщі, потім у Карелії. 1948 демобілізований. 

### Навчання. Початок трудової діяльності
Вступив у Дніпропетровський інститут іноземних мов. Закінчив його 1952. Працював учителем англійської мови в м. Почаєві Тернопільської обл., у 1959-1960 — у краєзнавчому музеї в м. Кременець. Там познайомився і подружився з випускником Львівського університету Євгеном Сверстюком.

### Просвітницька та правозахисна діяльність
1961 р. в його помешканнях у м. Кременець та м. Вишневець були проведені обшуки. Розумний був заарештований КГБ, але через 6 днів звільнений.
Переїхав у селище Солоне Дніпропетровської області, працював учителем. Розповсюджував серед деяких учителів і старшокласників самвидав: заборонені вірші П. Тичини, В. Сосюри, Є. Маланюка, видані малими тиражами вірші В. Симоненка. Видрукував і розповсюдив 12 екземплярів праці Івана Дзюби «Інтернаціоналізм чи русифікація?». На уроках відкривав заборонені і замовчувані імена українських патріотів, громадських і державних діячів.
Через сімейні обставини облишив педагогічну роботу і більше до неї не повертався. Працював будівельником, кочегаром.

### 1-й арешт (жовтень 1969)
25 жовтня 1969  КГБ провів обшук на квартирі Розумного у справі Івана Сокульського. Його викликáли на допити, марно домагаючись показів проти заарештованого, також проти Є. Сверстюка та І. Дзюби. 4 дні тримали під вартою.
1974 року Розумний переїхав в м. Івано-Франківськ. У березні 1977 КГБ знову провів обшук на його квартирі. Чотири рази його викликáли на допити, погрожуючи негайно заарештувати, вимагали підписати відмову від антирадянської діяльності.

### Вступ в УГГ (1979). 2-й арешт і табори (1979 - 1982)
У 1979 П. Розумний вступив до правозахисної Української Гельсінкської Групи(УГГ). Щоб розширити геоґрафію її діяльності, повернувся в рідне село Пшеничне.
На Великдень 1979 поїхав провідати Є. Сверстюка, який відбував заслання в с. Богдарин Баунтовського р-ну Бурятії. При поверненні, був затриманий міліцією в аеропорту Улан-Уде, де на нього склали протокол про вилучення «холодної зброї». Такою завважали саморобний ніж.
Проте «Справу» проти П. Розумного порушили лишень після другої його поїздки у вересні 1979 до Є. Сверстюка, коли у жовтні Розумний був оголошений членом УГГ. Заарештований у с. Пшеничне 8 жовтня 1979 року за звинуваченням у незаконному носінні холодної зброї. Утримували його в слідчому ізоляторі УВС Дніпропетровської області. Старший слідчий сказав братові Розумного: «Ми його постараємося будь-якою ціною посадити. Не працює, роз’їжджає по всьому Союзу...»
21 грудня 1979 р. П. Розумний засуджений Солонянським райнарсудом до 3 років позбавлення волі за ст. 222-3 КК УРСР у таборах загального режиму. Винним себе у вчиненні злочину не визнав. Він відмовився від адвоката і заявив недовіру судді.
Покарання відбував у таборі № 308/26 у м. Жовті Води П’ятихатського р-ну Дніпропетровської області. Після половини терміну переведений на примусові роботи («умовно-дострокове звільнення») у м. Нікополь Дніпропетровської області, потім знову в табір. Останній рік відбував «на хімії» в м. Бікін Хабаровського краю.
Після звільнення, працював у колгоспі в с. Пшеничне. У листопаді 1984 Розумний ще раз їздив на Далекий Схід – привіз із заслання Оксану Мешко.

### Відновлення діяльності УГГ (11 березня 1988)
11 березня 1988 року Петро Розумний у числі 19 членів УГГ, які були на волі, підписав «Звернення УГГ до української та світової громадськости» про відновлення її діяльности. 

### Партійна та громадська діяльність (1990 - 2002)
Розумний — один із засновників і голова Дніпропетровської філії Української Гельсінкської Спілки, член її Всеукраїнської Координаційної ради. На Установчому з’їзді УГС 29 квітня 1990 року, де була створена Українська Республіканська партія, Розумний обраний її секретарем у закордонних справах. З 1992 — реґіональний секретар УРП і голова Дніпропетровської обласної організації. З 1994 — голова Солонянської районної організації УРП (з 1997 — Республіканської Християнської партії), член Етичної комісії РХП. 2005 р. вступив до Народного Союзу «Наша Україна». Вів правозахисну роботу, брав активну участь у втіленні в життя земельної реформи на селі — приватизації земельних ділянок. 1998 і 2002 рр. був членом територіальної виборчої комісії №40, на виборах Президента України в третьому турі був головою дільничної виборчої комісії № 128 ТВО №40.
Помер Петро Розумний 20 березня 2013 року в Івано-Франківську, де має бути похований 22 березня неподалік Меморіалу «Дем΄янів лаз».

## Нагороди
Указом Президента України № 937/2006 «за громадянську мужність, самовідданість у боротьбі за утвердження ідеалів свободи і демократії та з нагоди 30-ї річниці створення Української громадської Групи сприяння виконанню Гельсінських угод» Петро Розумний нагороджений орденом «За мужність» І ступеня.

## Родина
Обидва сини, Тарас і Павло, живуть в Івано-Франківську.

## Вшанування пам'яті
У місті Дніпро 25.04.2024 вулицю Говорова (Шевченківський район) перейменували на вулицю Петра Розумного.https://dniprorada.gov.ua/uk/articles/item/64638/vulici-petra-rozumnogo-ta-rodini-ulmaniv-u-dnipri-derusifikuvali-sche-visim-toponimiv